# Tusoteuthis
La tusoteutide (Tusoteuthis longa) è un grande mollusco cefalopode estinto, vissuto nel Cretaceo superiore (circa 80 milioni di anni fa). I suoi resti fossili sono stati ritrovati in Nordamerica.

## Descrizione
Le dimensioni di questo animale erano simili a quelle dell'attuale calamaro gigante (Architeuthis dux): studi effettuati sui resti del gladio indicano una lunghezza complessiva compresa tra i 6 e gli 11 metri (negli esemplari più grandi). I resti fossili sono molto incompleti, ma l'aspetto esteriore della tusoteutide doveva essere molto simile a quello di un calamaro dal corpo relativamente tozzo e robusto.

## Habitat
I resti della tusoteutide sono stati ritrovati nella formazione di Niobrara negli Stati Uniti centrali. All'epoca questa zona era ricoperta da un largo braccio di mare, popolato da temibili predatori tra cui vari rettili marini (come Tylosaurus, Platecarpus ed Elasmosaurus) e pesci giganteschi (ad esempio Xiphactinus e Cimolichthys). Proprio un fossile di Cimolichthys nepaholica è stato rinvenuto con un gladio di Tusoteuthis nella posizione della gola. La porzione posteriore del gladio si trovava in realtà nello stomaco del pesce, mentre la bocca del fossile di Cimolichthys era aperta, a suggerire che il pesce era morto mentre inghiottiva il gigantesco calamaro dalla parte della coda. I ricercatori sospettano fortemente che nel momento di inghiottire il cefalopode, la testa e i tentacoli di quest'ultimo rimasero al di fuori della bocca del pesce, bloccandogli quindi le aperture branchiali e soffocandolo.